# کرولین لاگرفلت
کَرولین لاگرفلت (انگلیسی: Caroline Lagerfelt؛ زادهٔ ۲۳ سپتامبر ۱۹۴۷) یک هنرپیشه اهل ایالات متحده آمریکا است. وی از سال ۱۹۷۱ میلادی تاکنون مشغول فعالیت بوده‌است.

## گزیدهٔ آثار

### سینما
- مرد خانه (۲۰۱۴)
- اوت (۲۰۰۸)
- همه مردان پادشاه (۲۰۰۶)
- پوزئیدون (۲۰۰۶)
- گزارش اقلیت (۲۰۰۲)
- عقاب آهنی (۱۹۸۶)

### تلویزیون
- کارشناسان سکس (۲۰۱۳)
- سی‌اس‌آی (۲۰۱۲)
- علف (۲۰۱۰)
- دختر سخن‌چین (۲۰۱۲–۲۰۰۷)
- دکتر هاوس (۲۰۰۷)
- آشنایی با مادر (۲۰۰۶)
- قانون و نظم: نیت مجرمانه (۲۰۰۴)
- فریژر (۲۰۰۳)
- بافی قاتل خون‌آشام‌ها (۲۰۰۳)
- شش فوت زیر زمین (۲۰۰۳)
- پرونده‌های اکس (۲۰۰۱)
- حصار چوبی (۱۹۹۶)
- نمایش درو کری (۱۹۹۶)
- بخش فوریت‌های پزشکی (۱۹۹۴)
- قانون و نظم (۱۹۹۳)